# 古沃 (亞利桑那州)
古沃（英語：Gu Vo）是位於美國亞利桑那州皮馬縣的一個非建制地區。該地的面積和人口皆未知。

## 地理
古沃的座標為32°03′56″N 112°33′39″W / 32.06556°N 112.56083°W，而該地的平均海拔高度為654米（即2146英尺）。